# Noctourniquet
Noctourniquet é o sexto álbum de estúdio da banda americana de rock progressivo The Mars Volta, lançado em 26 de março de 2012 pela Warner Bros.. Produzido pelo guitarrista e compositor Omar Rodriguez-Lopez, é o único álbum da banda que conta com o baterista Deantoni Parks, e também o único que não conta com a participação do guitarrista John Frusciante.
Inspirado pela cantiga de roda "Solomon Grundy" e pela mitologia grega de Jacinto. Noctourniquet é um álbum conceitual. O vocalista Cedric Bixler Zavala comentou, "Trata sobre aceitar a vida como ela é. É uma visão do estilo de vida elitista - que ser um artista é inatingível. Eu estou tentando escrever uma história que lembra as pessoas que somos todos artistas."

## Gravação
Muito de Noctourniquet foi gravado em 2009, imediatamente depois da banda terminar de mixar o álbum anterior, Octahedron. Algumas brigas entre o guitarrista Omar Rodriguez-Lopez e o letrista Cedric Bixler-Zavala, fizeram com que a contribuição de Cedric demorasse dois anos e meio para ser concluída . Rodriguez-Lopez disse, "Ele e eu tivemos umas poucas brigas, depois de uma amizade de vinte anos. Ele não é a favor de lançarmos um disco por ano, não é natural pra ele.".
Rodriguez-Lopez em seguida voltou ao estúdio com o baixista Juan Alderete, antes da mixagem, para acrescentar overdubs de baixo e guitarra. Falando a respeito da volta ao estudo, Alderete declarou, "Omar não estava nem um pouco feliz com a demora, estava exausto. É difícil você voltar a trabalhar em algo que você criou três anos atrás. Era difícil pra mim me sentir bem editando porque ele estava lá sem vontade."
Sobre as contribuições do baterista Deantoni Parks, Rodriguez-Lopez comentou, "Ele meio que acaba com todos os clichês que eu vim a aceitar longo dos anos com bateristas. Eu dei-lhe mais liberdade do que eu tinha dado qualquer outro baterista, e ainda me sinto como se não fosse o suficiente. Tive que brigar com bateristas e com os músicos, para faze-los a compreender minha técnica, mas não acho que fizemos mais do que duas tomadas em qualquer coisa, e normalmente a primeira foi suficiente. E se nós fizemos mais do que isso, era apenas para o meu próprio prazer, porque eu estava tão satisfeito com o que ouvia."
Falando sobre a ausência  de John Frusciante, que havia colaborado em todos álbuns anteriores no estúdio, Rodriguez-Lopez disse: "John está com uma filosofia diferente agora. Ele não quer participar de nada que seja um produto, e um disco do Mars Volta definitivamente é um produto."

## Composição
Cedric Bixler-Zavala disse que o título do álbum surgiu a partir de uma história que ele estava escrevendo chamada "The Boy With the Voice in His Knives" (O menino com a voz em suas facas) Também mencionou seu canal no YouTube, onde ele pode lançar a história por meio de uma romance gráfico, com a contribuição de Zeque Penya nas artes visuais. Apesar disso esse plano nunca se concretizou.
Sobre a estética de Noctourniquet', Rodriguez-Lopez disse que foi definitivamente manter as coisas concisas. Em primeiro lugar tinha a regra de só tocar quatro notas por música, mas com o tempo isso se perdeu. A ideia era usar isso para os outros instrumentos, principalmente no teclado.
O álbum foi descrito como o fim de uma era, na forma como Rodriguez-Lopez comandava os outros integrantes na hora das gravações. Juan Alderete disse que a maior parte das coisas haviam sido gravadas três ou quatro anos antes e por isso foi difícil de lembrar de tudo na hora.

## Lançamento e promoção
8 das 13 músicas ("The Whip Hand", "Aegis", "Dyslexicon", "The Malkin Jewel", "Lapochka", "Molochwalker", "Trinkets Pale of Moon", "Noctourniquet") foram mostradas para o público ao vivo em março de 2011 durante a turnê do Omar Rodriguez-Lopez Group na América do Norte, um ano antes do lançamento. Apesar de ter sido anunciado, Cedric Bixler-Zavala entrou para o grupo (que consistia em Omar e Marcel Rodriguez Lopez, Juan Alderete, Deantoni Parks e o tecladista/manipulador de som, Lars Stalfors) numa apresentação no SXSW como vocalista convidado, assim sendo foi praticamente uma apresentação da formação completa do Mars Volta. Por isso surgiram especulações dessa turnê ser na verdade uma turnê secreta do TMV porém usando o nome da outra banda. Quando o TMV finalmente saiu em turnê o rumor foi confirmado pelo público ter sido convidado por Cedric para ouvir novamente as novas músicas.

## Faixas
Todas letras escritas por Cedric Bixler-Zavala, todas músicas compostas por Omar Rodríguez-López.
1.	"The Whip Hand"
2.	"Aegis"
3.	"Dyslexicon"
4.	"Empty Vessels Make the Loudest Sound"
5.	"The Malkin Jewel"
6.	"Lapochka"
7.	"In Absentia"
8.	"Imago"
9.	"Molochwalker"
10.	"Trinkets Pale of Moon"
11.	"Vedamalady"
12.	"Noctourniquet"
13.	"Zed and Two Naughts"
Duração total: 64:31

## Integrantes

### The Mars Volta
- Omar Rodríguez-López – guitarra, teclado, sintetizadores, baixo, direção, arranjos
- Cedric Bixler-Zavala – vocais, letras
- Juan Alderete – baixo
- Deantoni Parks – bateria

### Equipe de gravação
- Omar Rodríguez-López – produtor
- Lars Stalfors – engenheiro de som, mixagem
- Isaiah Abolin – engenheiro de som
- Heba Kadry – masterização

### Capa
- Sonny Kay – arte, layout, design